# ダニエル・スーサック
ダニエル・ショーン・スーサック（Daniel Shawn Susac, 2001年5月14日 - ）は、アメリカ合衆国カリフォルニア州ローズビル出身のプロ野球選手（捕手）。右投右打。MLBのオークランド・アスレチックス傘下所属。兄のアンドリュー・スーサックもプロ野球選手。

## 経歴

### プロ入り前
高校卒業後は兄と同じオレゴン州立大学へ進学予定だったが、これを取りやめアリゾナ大学へ進学した。
大学1年目の2021年は打率.335、12本塁打、64打点の成績を記録。パシフィック12カンファレンスの新人王を受賞し、オールカンファレンスチーム、オールディフェンシブチームにも選出された。また、同年夏には大学野球アメリカ代表に選出された。

### プロ入りとアスレチックス傘下時代
2022年のMLBドラフト1巡目（全体19位）でオークランド・アスレチックスから指名されプロ入り。契約金は約350万ドル。